# Monumento al Ejército de Los Andes
El Monumento al Ejército de Los Andes es una obra artística del escultor uruguayo Juan Manuel Ferrari. Se encuentra emplazada en la cima del Cerro de la Gloria, Parque General San Martín, en la ciudad argentina de Mendoza. El monumento ilustra el reverso del, ya fuera de circulación, billete de cinco pesos argentino.

## Historia
El Monumento se originó el 8 de octubre por el Gobierno Nacional para celebrar el centenario de la Independencia de la Argentina, y homenajear uno de los hechos que la hizo posible: la gesta del Cruce de los Andes por el Ejército de Los Andes al mando del general José de San Martín para liberar Chile y Perú y asegurar la independencia de las Provincias Unidas del Río de la Plata. Por medio de la Ley Nacional N.º 2270 (1888) que disponía la suma de $ 100 000 para su creación. Pero se sancionó nuevamente su creación y se nombró una comisión para su ejecución recién en febrero de 1909 a través la Ley Nacional N.º 6286 en el marco de la celebración del centenario de la Revolución de Mayo.

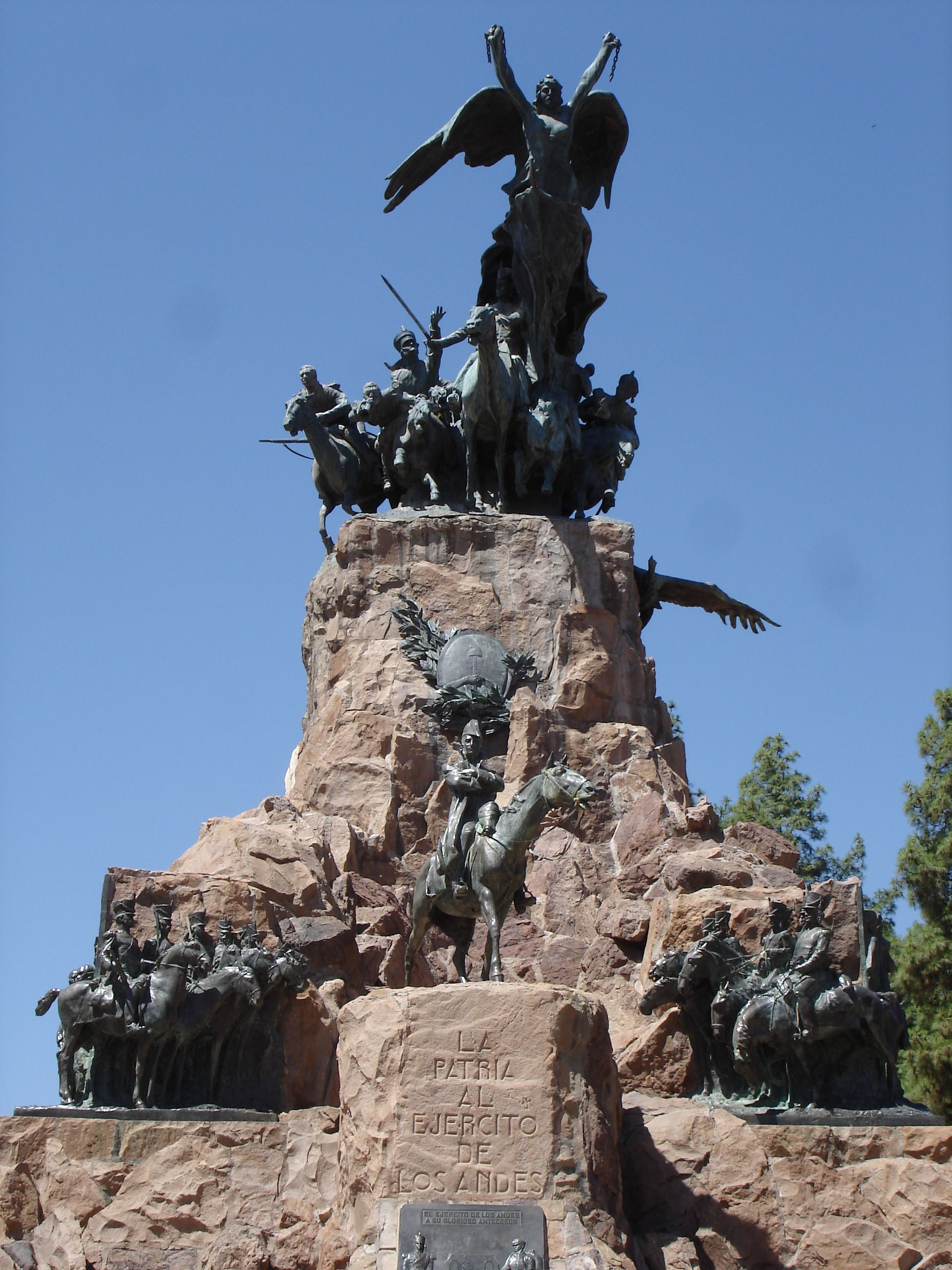
Mendoza - Cerro de la Gloria - Monumento

Se contrató al escultor uruguayo Juan Manuel Ferrari, quién colaboró con un equipo de artistas argentinos integrado por Juan Carlos Oliva Navarro, Víctor Garino, Víctor Calistri, Víctor Guarini y Víctor Cerini, además del ingeniero José García (encargado de la fundición del metal de la estatua ecuestre de José de San Martín). Partió de un concepto original de dos maquetas que para la propuesta final fusionó en una (con la colaboración Francisco Moreno, integrante de la comisión nacional).
En 1911 Ferrari eligió el cerro del Pilar para la ubicación de la obra, ese mismo año se coloca la piedra fundamental, base que sostiene al conjunto de esculturas, relieves y frisos. Finalmente el 12 de febrero de 1914 al conmemorarse el nonagésimo séptimo aniversario de la Batalla de Chacabuco se inaugura el monumento.

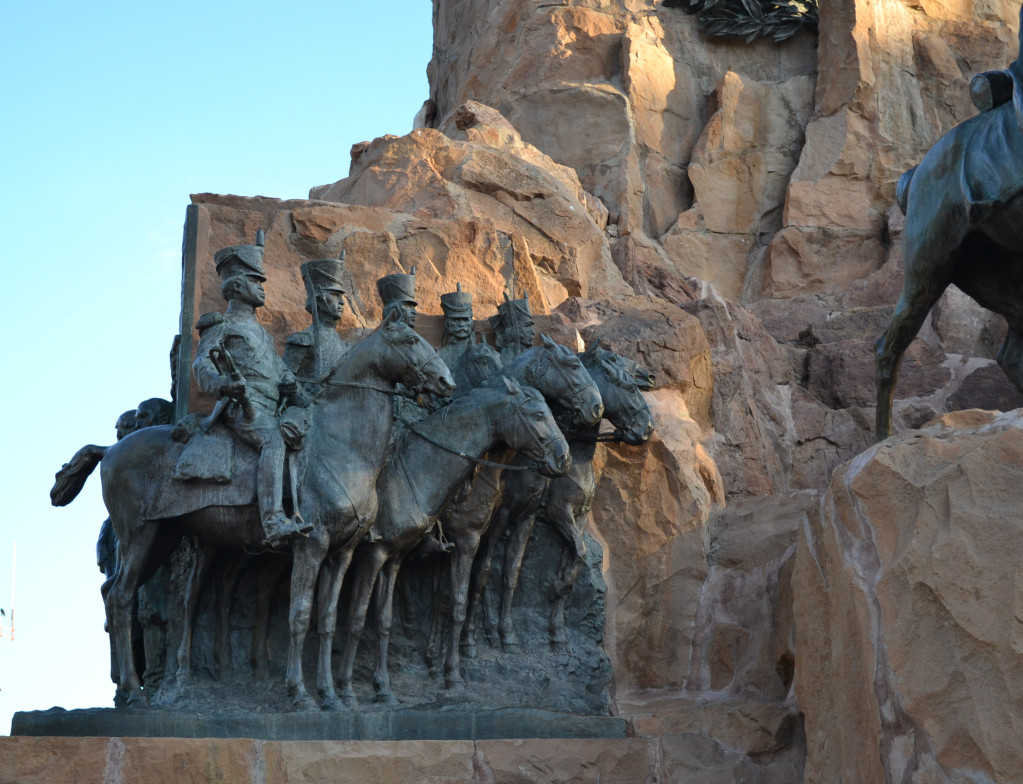
Detalle, vista frental, esquina inferior Este.

## Descripción
Sobre una base de piedra cordillerana, se erige un conjunto escultórico realizado en bronce (cuya fundición se realizó en el entonces arsenal de guerra de la Nación). 

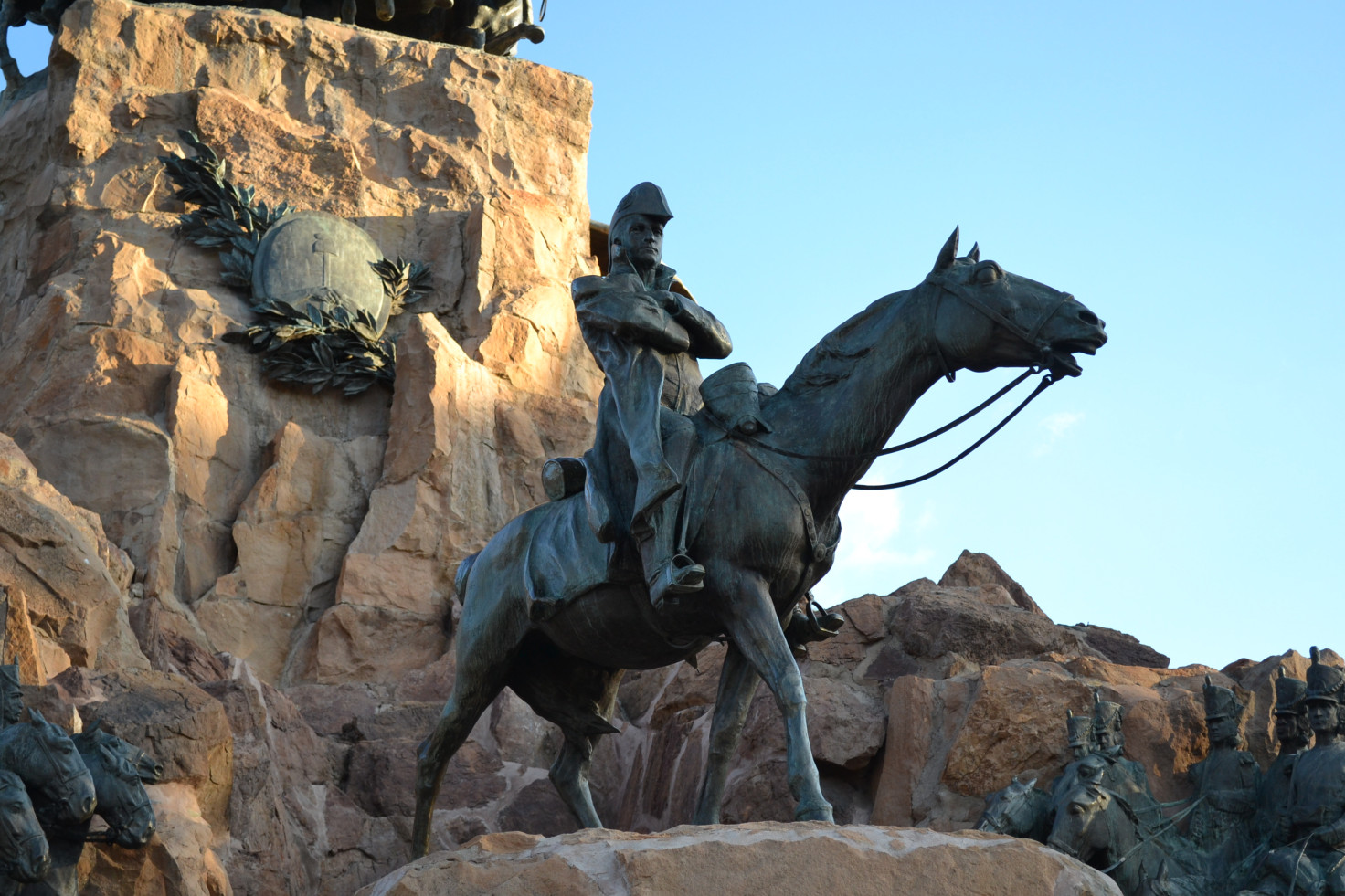
Detalle, estatua ecuestre del General José de San Martín.

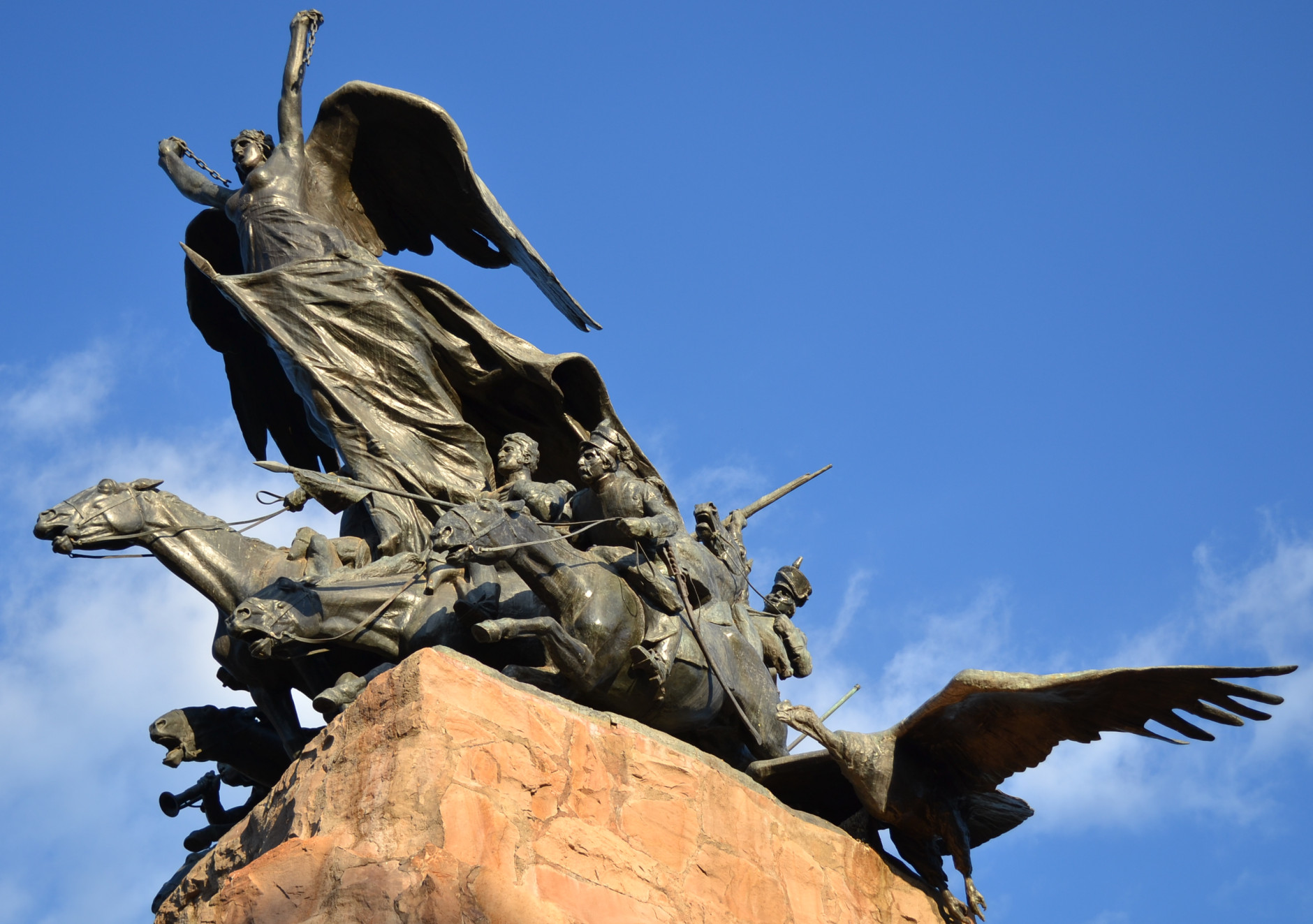
Detalle, sección superior frente-Oeste: la Libertad y el Cóndor.

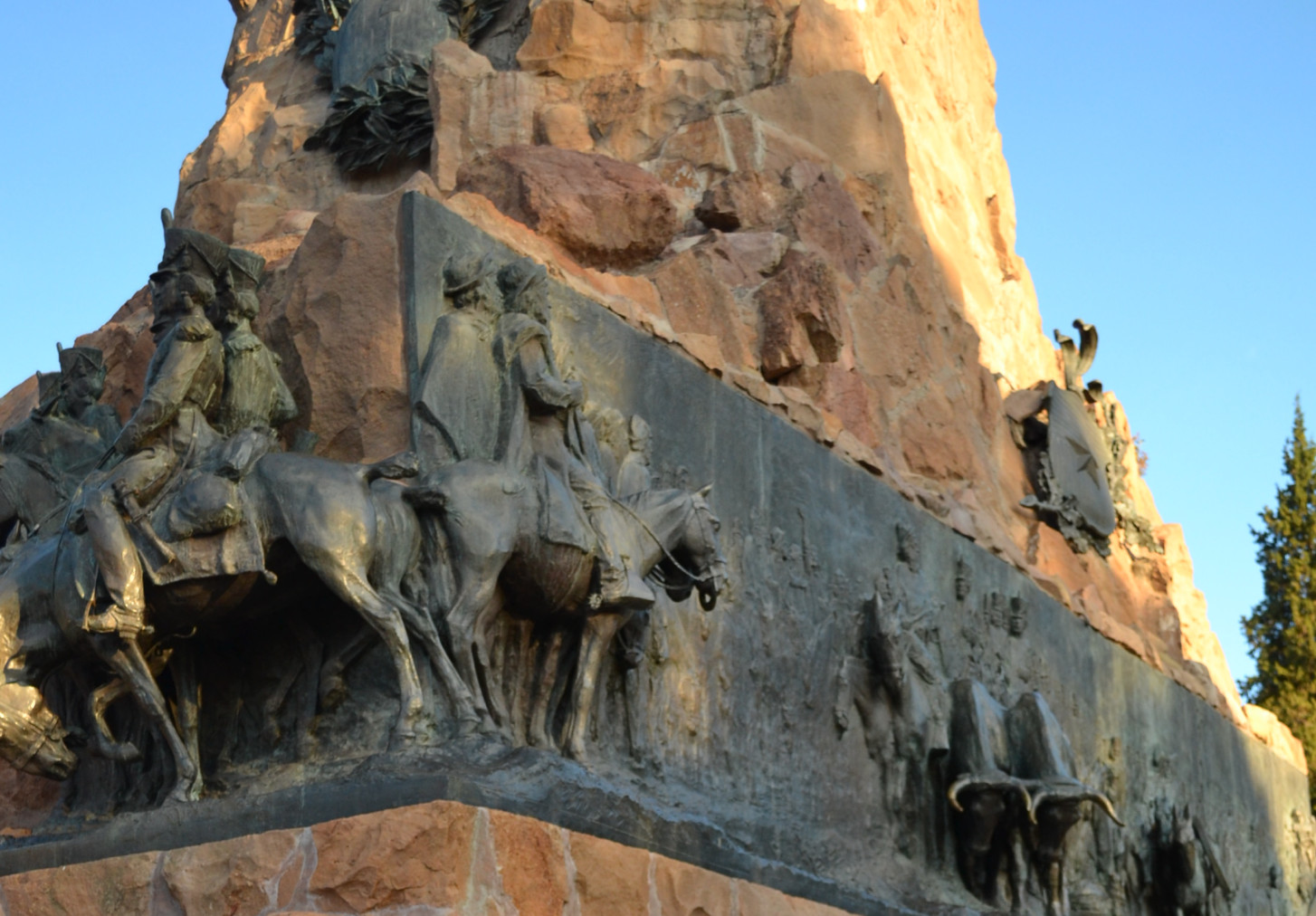
Detalle, vista semi frontal de la esquina inferior Oeste.

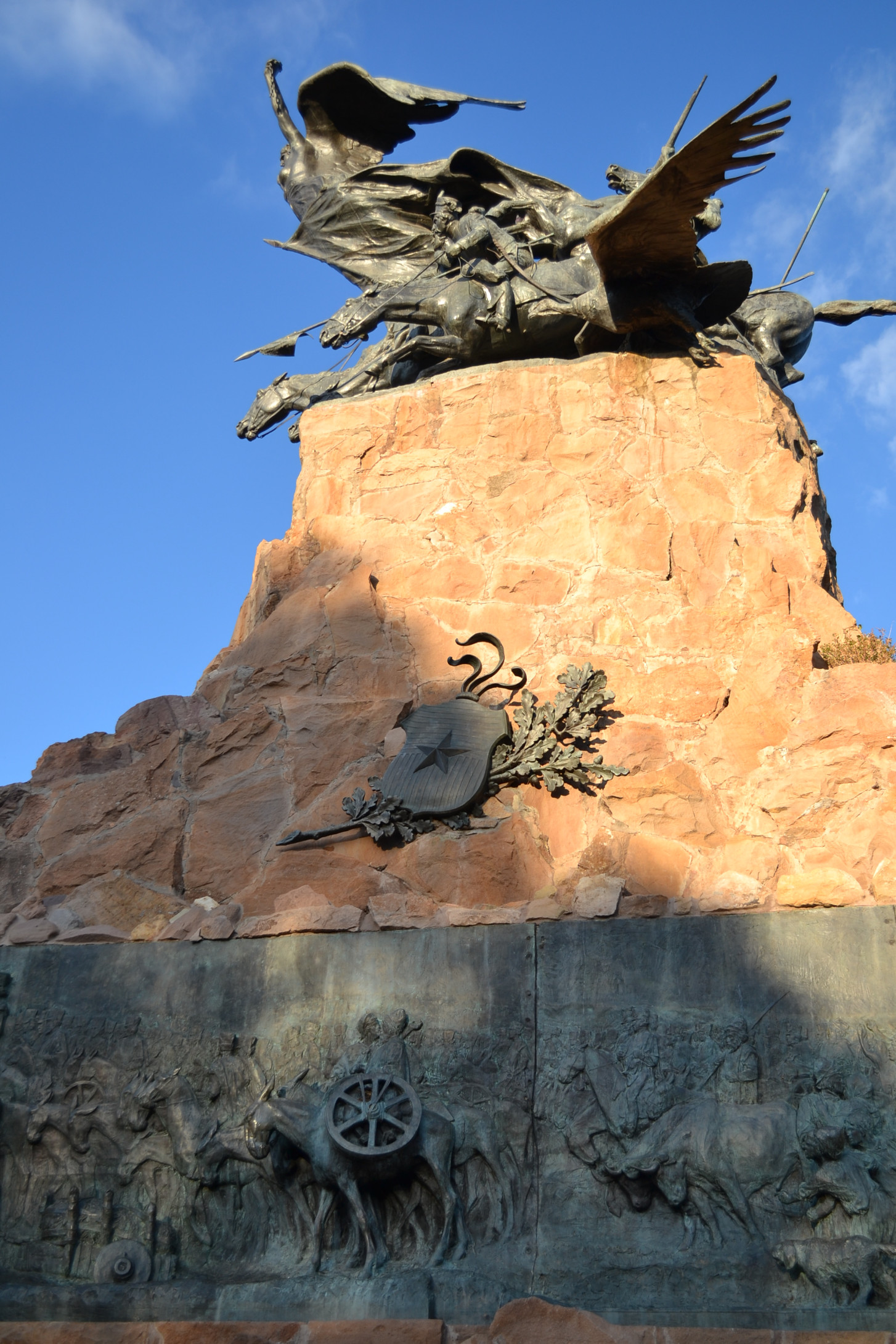
Lado oeste del monumento.

Consta de la estatua ecuestre del general José de San Martín, a ambos costados de esta se encuentran representados mediante relieve los cuerpo del granaderos a caballo; en los laterales y en la parte posterior se ubican tres frisos que relatan los sucesos más notorios de la formación del ejército: al costado este se ubica la figura de Fray Luis Beltrán, destacado por su maestranza; en el costado sur se observan las figuras de damas donando sus joyas y pertenencias de valor, y los más humildes colaborando con elementos varios; en el costado oeste se cuenta la partida del batallón hacia Chile, y se resalta la figura del tropero Sosa.
Más arriba en cada costado, en la pared norte o frente del monumento se encuentra insertado el escudo argentino, mientras que en la oeste se encuentra el escudo chileno, y en la pared este el escudo peruano; países que el militar argentino liberaría respectivamente.
En la parte superior, se entrona el símbolo de la Libertad (mujer con cadenas rotas en sus manos), a su alrededor un grupo de granaderos a vaballo al ataque, un poco más abajo (en la foto) se aprecia un cóndor planeando vuelo (símbolo de los Andes). 
El escudo argentino tiene parte de sus laureles incompletos, esto simboliza que San Martín no completó su visión, la de formar una sola nación con todo el continente sudamericano. San Martín tuvo que abandonar su campaña en Perú por su salud.

## Remodelación
Originalmente no contaba con la amplia escalinata adelante y el ofrendatorio con el plaquetario en la explanada anterior a la cumbre, que fue agregado hacia 1940 a cargo de Daniel Ramos.

## Turismo
Se puede acceder a la cima por senderos peatonales (existen algunos accesos de rampas para discapacitados), o en automóvil por caminos pavimentados (diferenciados de subida y de bajada) con múltiples miradores. A pocos metros del monumento hay un estacionamiento para unos 40 automóviles (micros también están permitidos). También hay un puesto policial e instalaciones sanitarias. Este monumento favorece al gobierno económicamente, gracias a tantos turistas que vienen a conocerlo, para saber de su historia, sus leyendas y los países vecinos que libertó. Este monumento ayuda al turista, y al mismo cuyano, a saber un poco más de la historia de la provincia.